# Автомагістраль А26 (Франція)
Автомагістраль A26 — це 357,6 кілометрів французької автостради, що з'єднує Кале і Труа. Вона також відома як Autoroute des Anglais (Англійська автомагістраль), оскільки її протяжність утворює першу частину головного шляху від поромів Дувр-Кале та тунелю під Ла-Маншем до південної та східної Франції та Лазурного берега. Автострадою користується велика частка британських автомобілів, особливо під час літнього сезону відпусток. A26 між Кале та Аррасом (у поєднанні з автомагістраллю A1) є частиною одного з двох основних маршрутів між Лондоном і Парижем, іншим є A16.
Дорога є частиною європейського маршруту E-15 та E-17. На південь від свого перетину з автомагістраллю A29 A26 є частиною Великого контуру Парижа.

## Історія А26

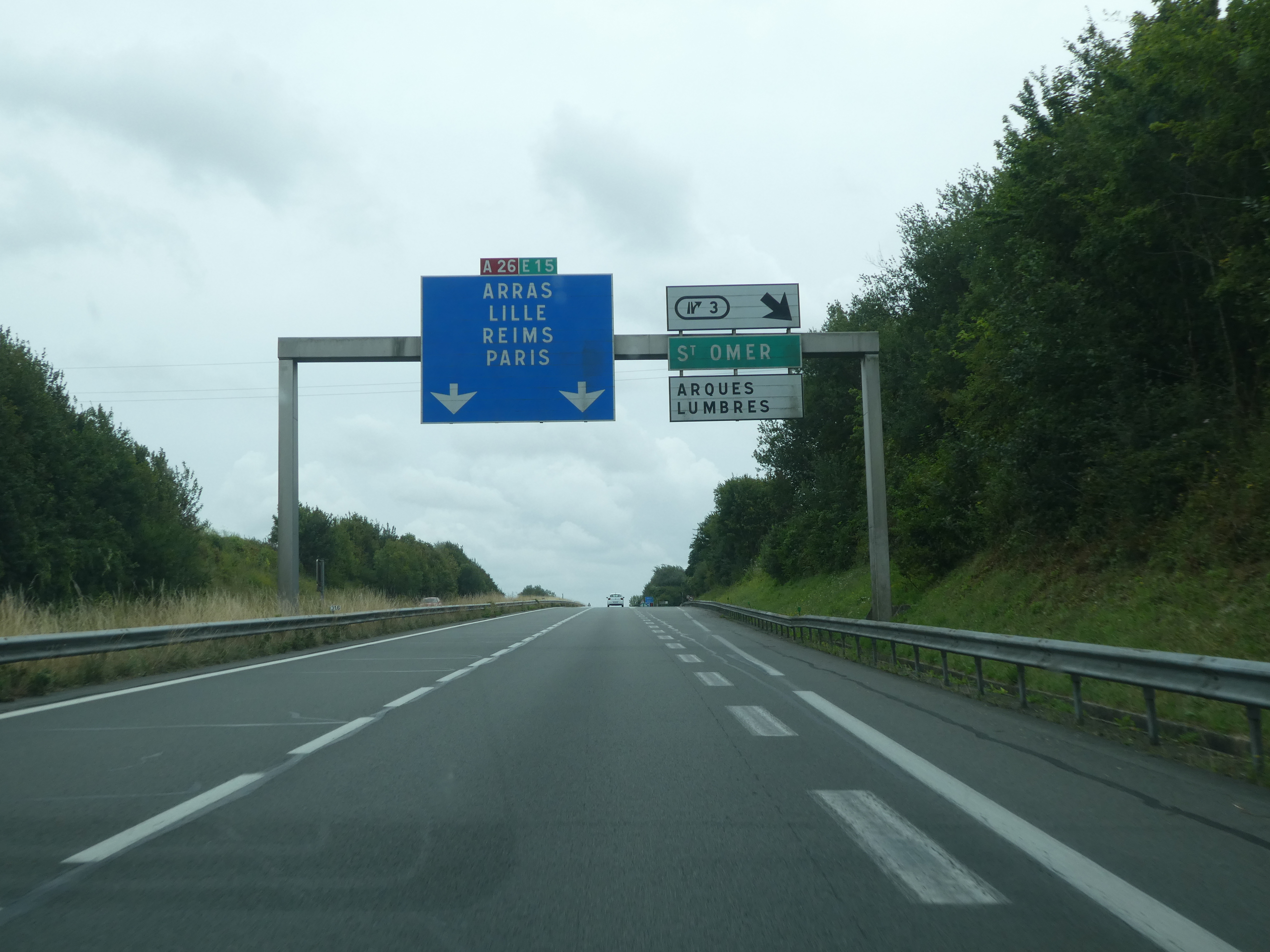
Виїзд 3 - Сент-Омер, напрямок Північ-Південь

A26 був задуманий у 1960-х роках як оновлення "Grand Itineraire" Кале Вітрі-ле-Франсуа, який здебільшого слідував за N44.
Перша частина автомагістралі була відкрита в грудні 1976 року з 23 км від розв'язки 5 у Ліллєрс до виїзду A21 у Льєвен. Згодом 261 км відрізок Кале-Реймс відкривався поетапно, останній був завершений у березні 1989 року.
До 96 кілометрів південного розширення, що з’єднує автомагістраль A4 і A5, відкриту в червні 1992 року, це була остання ланка першого безперервного маршруту автомагістралі від Кале до Марселя та Лазурного берега, яка повністю оминула район Парижа з пов’язаними з ним заторами, скорочуючи час їзди від Від Кале до Ліона приблизно від 90 хвилин до 6 годин. Ця ділянка також склала останню частину безперервного маршруту автомагістралі між великими містами Ліон / Марсель і Лілль без необхідності проїжджати через Париж чи Бельгію.

## Маршрут
Північний кінець автостради починається на південний схід від Кале, на перехресті з A16 (5 км на схід від виходу з Євротунелю ) та A216/ N216 (що сполучає з портом Кале та автомобільними поромами). Звідти він пролягає на південний схід повз Сент-Омер, Бетюн, Ленс і Аррас. Поруч з Аррасом є головне перехрестя з автомагістраллю А1, яка веде на південь до Парижа.
A26 продовжує рух на південний схід, проходячи біля Камбре, Сен-Кантена та Лана перед зустріччю з A4 у Реймсі. Дві автомагістралі зливаються (мультиплекс) на 36 кілометрів, хоча для об’єднаної ділянки маршрут позначено A4, перш ніж знову розділитися біля Шалон-ан-Шампань (колишній Шалон-сюр-Марн).
Потім A4 продовжує рух на схід до Меца, Нансі та Страсбурга, а A26 розгалужується на південь у напрямку Труа та Ліона. Нинішня південна кінцева станція A26 знаходиться на південний схід від Труа, де автомагістраль зустрічається з A5, яка забезпечує пряме сполучення з Діжоном, Ліоном, південною та східною Францією, а також Міланом і Альпами.
A26 є платною (peage) автомагістраллю для всіх, крім перехресть 1-3 (A16 до St. Omer) і короткої ділянки, що огинає західний Реймс. Переважна більшість обслуговується SANEF, за винятком самого південного кінця на південь від перехрестя 21, яким керує APRR. Є 3 головні (закрита система) пейдж станції в Setques (St. Omer), Courcy (Reims Nord) і Ormes (Reims South).

## Майбутнє
Протягом кількох років існували плани продовжити A26 до Осера після 2025 року і, можливо, до Буржа після цього, але це не заплановано раніше 2030 року. У разі завершення розширення замінить N77 і N151 як частину другої версії Великої об’їзної дороги Парижу, модернізуючи південно-східну ділянку кільцевої дороги до стандарту автостради.